# Naveen Andrews
Naveen William Sidney Andrews  (Egyesült Királyság,  Anglia, London, 1969. január 17. –) Emmy- és Golden Globe-díjas indiai származású brit színész. Legismertebb szerepei közé tartozik Az angol beteg (1996) című film, valamint a Lost – Eltűntek, melyben Sayid Jarraht formálta meg.

## Fiatalkora
Anyja, Nirmala pszichológus, apja, Stanley Andrews üzletember volt. Mindketten az indiai Keralából költöztek Angliába. Naveen Wandsworthben nőtt fel. 
16 éves korában szerelmes lett a nálánál jóval idősebb matematikatanárnőjébe, 1992-ben megszületett közös gyermekük. Andrews egy későbbi interjújában elmondta, hogy apja prostituáltként tekintett rá, mert a matektanárral való kapcsolata után „közkedvelt”-té vált a középiskolások körében.

## Pályafutása
Andrews ugyanabban a drámaiskolában folytatta tanulmányait, ahol Ewan McGregor és David Thewlis is tanult. Számtalan filmszerepet kapott a későbbiekben, de az igazi elismerést Az angol beteg című film és a Lost – Eltűntek című televíziós sorozat hozta meg számára. 2006-ban beszavazták a People magazin World's Most Beautiful People (A világ legszebb emberei) kategóriájába.

## Magánélete
Andrews húszas éveiben drog- és alkoholfüggő volt. Családjával sorra járták a különféle rehabilitációs klinikákat, míg végül sikerült leszoknia. Azt mondja, London fájdalmas emlékeket ébreszt benne, hiszen itt alakult ki függősége.
Andrewst szerelmi szálak fűzik Barbara Hershey színésznőhöz; együtt élnek Los Angelesben. 2005-ben összevesztek, és egy időre különváltak, ez idő alatt Andrewsnak egy másik nő gyereket szült. Később mégis kibékültek. 2006 júliusában Andrewst lefényképezték, amint egy ismeretlen nővel csókolózik, de a színész képviselője azt mondta, Andrews és Hershey továbbra is együtt vannak.
Andrews kitűnően játszik gitáron, és énekelni is szokott.

## Filmográfia

### Film
| Év   | Magyar cím                     | Eredeti cím                | Szerep                    | Magyar hang   |
| ---- | ------------------------------ | -------------------------- | ------------------------- | ------------- |
| 1991 | London megöl engem             | London Kills Me            | Bike                      | Boros Zoltán  |
| 1992 |                                | Wild West                  | Zaf                       |               |
| 1996 | Káma-Szútra                    | Kama Sutra: A Tale of Love | Raj Singh                 |               |
| 1996 | Az angol beteg                 | The English Patient        | Kip Singh                 | Kálid Artúr   |
| 1997 |                                | True Love and Chaos        | Hanif                     |               |
| 1998 |                                | Bombay Boys                | Krishna                   |               |
| 1998 | Joe, az óriásgorilla           | Mighty Joe Young           | Pindi                     | Cseke Péter   |
| 1999 |                                | Drowning on Dry Land       | Darshan                   |               |
| 2000 |                                | Blessed Art Thou           | William                   |               |
| 2002 | Rollerball – Könyörtelen játék | Rollerball                 | Sanjay                    | Fekete Zoltán |
| 2003 |                                | Easy                       | John Kalicharan           |               |
| 2004 | Mátkaság és legényélet         | Bride and Prejudice        | Balraj                    | Kamarás Iván  |
| 2006 |                                | Provoked: A True Story     | Deepak Ahluwalia          |               |
| 2007 | Grindhouse – Terrorbolygó      | Grindhouse                 | Dr. John "Abby" Abbington | Barát Attila  |
| 2007 | A másik én                     | The Brave One              | Dr. David Kirmani         |               |
| 2008 |                                | Animals                    | Vic                       |               |
| 2013 | Diana                          | Diana                      | Dr. Hasnat Khan           | Kálid Artúr   |

### Televízió
| Év        | Magyar cím                               | Eredeti cím                       | Szerep                 | Megjegyzések                                      |
| --------- | ---------------------------------------- | --------------------------------- | ---------------------- | ------------------------------------------------- |
| 1993      |                                          | The Buddha of Suburbia            | Karim Amir             | 4 epizód                                          |
| 1996      | Pávák tavasza                            | The Peacock Spring                | Ravi Battacharya       | tévéfilm                                          |
| 1998      | Az én országom                           | My Own Country                    | Dr. Abraham Verghese   | tévéfilm                                          |
| 2000      | Chippendale-gyilkosság                   | The Chippendales Murder           | Steve Banerjee         | tévéfilm                                          |
| 2001      |                                          | The Beast                         | Tamir Naipaul          | 6 epizód                                          |
| 2003      |                                          | Future Tense                      | Miles Gupta            | eladatlan próbaepizód                             |
| 2004–2010 | Lost – Eltűntek                          | Lost                              | Sayid Jarrah           | 98 epizód magyar hangja Barát Attila              |
| 2006      | Tízparancsolat                           | The Ten Commandments              | Menerith               | tévéfilm magyar hangja Varga Gábor                |
| 2010      | Esküdt ellenségek: Különleges ügyosztály | Law & Order: Special Victims Unit | Ash Ramsey nyomozó     | 1 epizód                                          |
| 2012      |                                          | Sinbad                            | Lord Akbari            | 7 epizód                                          |
| 2013–2014 |                                          | Once Upon a Time in Wonderland    | Jafar                  | 13 epizód                                         |
| 2015–2018 | Nyolcadik érzék                          | Sense8                            | Jonas Maliki           | 18 epizód                                         |
| 2018–2019 |                                          | Instinct                          | Julian Cousins         | 21 epizód                                         |
| 2022      | A kibukott                               | The Dropout                       | Ramesh "Sunny" Balwani | minisorozat (8 epizód) magyar hangja Barát Attila |
| 2022      |                                          | The Cleaning Lady                 | Robert Kamdar          | 10 epizód                                         |